# Ungheria ai Giochi della XVI Olimpiade
L'Ungheria ha partecipato ai Giochi della XVI Olimpiade che si sono svolti a Melbourne dal 22 novembre all'8 dicembre 1956 
ed a Stoccolma dall'11 al 17 giugno dello stesso anno (solo per gli eventi equestri) 
con una delegazione di 111 atleti, di cui 20 donne, impegnati in 13 discipline,
aggiudicandosi 9 medaglie d'oro, 10 medaglie d'argento e 7 medaglie di bronzo.

## Medagliere

### Per discipline
| Sport              | Oro | Argento | Bronzo | Totale |
| ------------------ | --- | ------- | ------ | ------ |
| Ginnastica         | 4   | 2       | 1      | 7      |
| Scherma            | 2   | 1       | 1      | 4      |
| Canoa/kayak        | 1   | 3       | 3      | 7      |
| Pallanuoto         | 1   | 0       | 0      | 1      |
| Pugilato           | 1   | 0       | 0      | 1      |
| Atletica leggera   | 0   | 2       | 0      | 2      |
| Lotta greco-romana | 0   | 1       | 1      | 2      |
| Nuoto              | 0   | 1       | 1      | 2      |
| Totale             | 9   | 10      | 7      | 26     |

### Medaglie
| Medaglia | Atleta                                                                                    | Sport              | Evento                         |
| -------- | ----------------------------------------------------------------------------------------- | ------------------ | ------------------------------ |
| Oro      | János Urányi László Fábián                                                                | Canoa/kayak        | K2 10000 metri maschile        |
| Oro      | Ágnes Keleti Aliz Kertész Andrea Bodó Erzsébet Gulyás Margit Korondi Olga Tass            | Ginnastica         | Attrezzi a squadre femminile   |
| Oro      | Ágnes Keleti                                                                              | Ginnastica         | Corpo libero femminile         |
| Oro      | Ágnes Keleti                                                                              | Ginnastica         | Parallele asimmetriche         |
| Oro      | Ágnes Keleti                                                                              | Ginnastica         | Trave                          |
| Oro      | Ungheria                                                                                  | Pallanuoto         | Torneo maschile                |
| Oro      | László Papp                                                                               | Pugilato           | Pesi superwelter               |
| Oro      | Rudolf Kárpáti                                                                            | Scherma            | Sciabola individuale maschile  |
| Oro      | Aladár Gerevich Rudolf Kárpáti Pál Kovács Attila Keresztes Jenő Hámori Dániel Magay       | Scherma            | Sciabola a squadre maschile    |
| Argento  | József Kovács                                                                             | Atletica leggera   | 10000 metri piani              |
| Argento  | Sándor Rozsnyói                                                                           | Atletica leggera   | 3000 metri siepi               |
| Argento  | István Hernek                                                                             | Canoa/kayak        | C1 1000 metri maschile         |
| Argento  | János Parti                                                                               | Canoa/kayak        | C1 10000 metri maschile        |
| Argento  | Ferenc Hatlaczky                                                                          | Canoa/kayak        | K1 10000 metri maschile        |
| Argento  | Ágnes Keleti Aliz Kertész Andrea Bodó Erzsébet Gulyás Margit Korondi Olga Tass            | Ginnastica         | Concorso a squadre femminile   |
| Argento  | Ágnes Keleti                                                                              | Ginnastica         | Concorso individuale femminile |
| Argento  | Imre Polyák                                                                               | Lotta greco-romana | Pesi piuma                     |
| Argento  | Éva Székely                                                                               | Nuoto              | 200 metri rana femminili       |
| Argento  | József Sákovics Béla Rerrich Lajos Balthazár Ambrus Nagy József Marosi Barnabás Berzsenyi | Scherma            | Spada a squadre maschile       |
| Bronzo   | Károly Wieland Ferenc Mohácsi                                                             | Canoa/kayak        | C2 1000 metri maschile         |
| Bronzo   | Imre Farkas József Hunics                                                                 | Canoa/kayak        | C2 10000 metri maschile        |
| Bronzo   | Lajos Kiss                                                                                | Canoa/kayak        | K1 1000 metri maschile         |
| Bronzo   | Olga Tass                                                                                 | Ginnastica         | Volteggio femminile            |
| Bronzo   | Gyula Tóth                                                                                | Lotta greco-romana | Pesi leggeri                   |
| Bronzo   | György Tumpek                                                                             | Nuoto              | 200 metri farfalla maschili    |
| Bronzo   | Mihály Fülöp József Gyuricza József Marosi József Sákovics Lajos Somodi Endre Tilli       | Scherma            | Fioretto a squadre maschile    |

## Risultati

### Pallanuoto
| Atleta | Classifica |                     |
| --- | --- | ------------------- |
| V · D · M Nazionale maschile ungherese di pallanuoto · Giochi olimpici - Melbourne 1956 Jeney · Hevesi · Gyarmati · Markovits · Kanizsa · Szivós · Kárpáti · Boros · Mayer · Bolvári · Zádor · Martin · CT : Béla Rajki | Oro |                     |
| Nazionale maschile ungherese di pallanuoto · Giochi olimpici - Melbourne 1956 | |                     |
| Jeney · Hevesi · Gyarmati · Markovits · Kanizsa · Szivós · Kárpáti · Boros · Mayer · Bolvári · Zádor · Martin · CT: Béla Rajki                                                                                          | Jeney · Hevesi · Gyarmati · Markovits · Kanizsa · Szivós · Kárpáti · Boros · Mayer · Bolvári · Zádor · Martin · CT: Béla Rajki | Ungheria (bandiera) |